# Уотсон, Пол
Пол Уотсон (англ. Paul Watson, род. 2 декабря 1950, Торонто) — основатель Общества охраны морской фауны, известный активист движений в защиту окружающей среды и за права животных. С 1971 являлся активистом организации Гринпис, откуда был исключен в 1977, после того, как он осудил их интерпретацию ненасилия. После чего и основал Общество охраны морской фауны.

## Биография
Родился 2 декабря 1950 года в Торонто. Родители — Энтони Джозеф Уотсон и Аннамария Ларсен. Рос в городе Сент-Эндрюс, провинция Нью-Брансуик. После всемирной выставки Экспо-67 в Монреале, где Уотсон работал гидом, отправился в Ванкувер.
В 2000 году журналом Time он был назван «экологическим героем XX века». Он и его команда неоднократно останавливали охоту на китов и других морских млекопитающих.
Властями Коста-Рики был выдан ордер на его арест. После неявки в суд Уотсон был объявлен в розыск Интерполом.
Взят под стражу в июле 2024 года.

## Критика
Пол Уотсон и Общество охраны морской фауны спародированы в эпизоде «Китовые шлюхи» мультсериала «Южный парк». Эпизод едко высмеивает защитников прав животных и активиста-эколога Пола Уотсона и его реалити-шоу на Animal Planet «Китовые войны». Уотсон подвергается широкой критике за его методы противодействия охоте на китов, когда они атакуют и выводят из строя японские и норвежские китобойные суда. Серия «Китовые шлюхи» представляет Уотсона и его шоу таким образом, что основная их деятельность — это попытки заручиться вниманием средств массовой информации за счёт показухи, при этом не делая ничего продуктивного.

## См. также

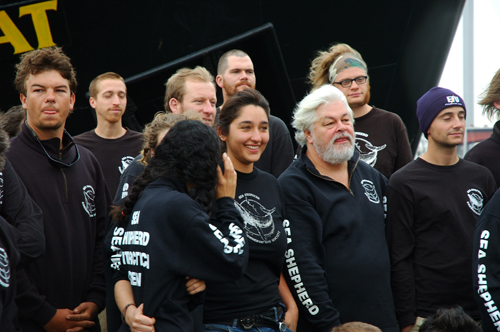